# Euploea quintia
Euploea quintia är en fjärilsart som beskrevs av Hans Fruhstorfer 1910. Euploea quintia ingår i släktet Euploea och familjen praktfjärilar. Inga underarter finns listade i Catalogue of Life.